# Channidae
Channidae é uma família de peixes de água doce da subordem Channoidei.
Essa espécie de peixe, originaria da Africa Central, passou por diversas mudanças ao decorrer dos anos, como, por exemplo a diminuição de suas nadadeiras.

## Espécies
Existem 30-35 species em 3 géneros:
- Género Channa

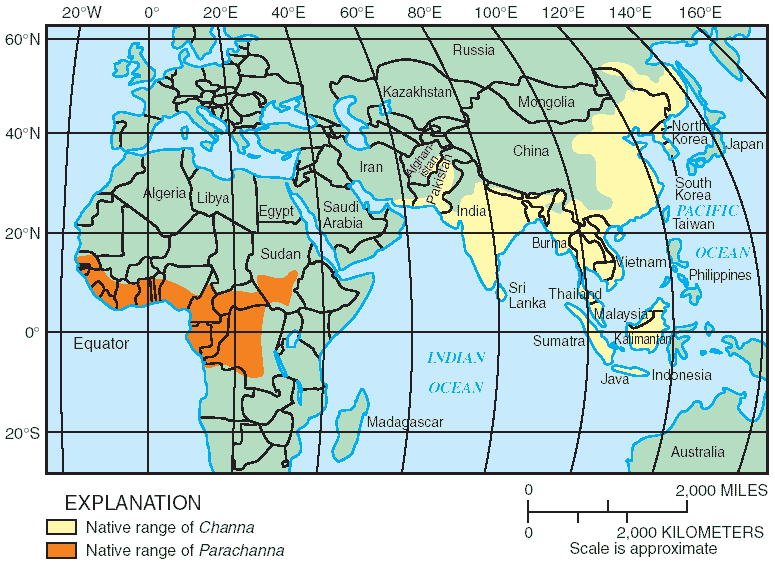
Distribuição nativa de Channidae. Fonte: USGS 2004

  - Channa amphibeus (McClelland, 1845).
  - Channa argus (Cantor, 1842).
  - Channa asiatica (Linnaeus, 1758).
  - Channa aurantimaculata Musikasinthorn, 2000.
  - Channa bankanensis (Bleeker, 1852).
  - Channa barca (Hamilton, 1822).
  - Channa bleheri Vierke, 1991.
  - Channa burmanica Chaudhuri, 1916.
  - Channa cyanospilos (Bleeker, 1853).
  - Channa gachua (Hamilton, 1822).
  - Channa harcourtbutleri (Annandale, 1918).
  - Channa lucius (Cuvier, 1831).
  - Channa maculata (Lacépède, 1801).
  - Channa marulioides (Bleeker, 1851).
  - Channa marulius (Hamilton, 1822).
  - Channa melanoptera (Bleeker, 1855).
  - Channa melasoma (Bleeker, 1851).
  - Channa micropeltes (Cuvier, 1831).
  - Channa nox Zhang, Musikasinthorn & Watanabe, 2002.
  - Channa orientalis Bloch & Schneider, 1801.
  - Channa ornatipinnis Britz, 2007.[2]
  - Channa panaw Musikasinthorn, 1998.
  - Channa pleurophthalmus (Bleeker, 1851).
  - Channa pulchra Britz, 2007.[2]
  - Channa punctata (Bloch, 1793).
  - Channa stewartii (Playfair, 1867).
  - Channa striata (Bloch, 1793).
- Género Eochanna
  - Eochanna chorlakkiensis (Roe, 1991).
- Género Parachanna
  - Parachanna africana (Steindachner, 1879).
  - Parachanna insignis (Sauvage, 1884).
  - †Parachanna fayumensis Murray, 2006. (fóssil)
  - Parachanna obscura (Günther, 1861).